# 9e étape du Tour de France 2012
Pour un article plus général, voir Tour de France 2012.
La 9e étape du Tour de France 2012 se déroule le lundi 9 juillet 2012, part de Arc-et-Senans et arrive à Besançon.

## Parcours
Ce contre-la montre de 41,5 km se déroule entre Arc-et-Senans et Besançon. Le premier point de chronométrage intermédiaire se situe à Abbans-Dessus au km 16,5 et le deuxième point à Avanne-Aveney au km 31,5. Le parcours est sinueux et accidenté dans sa première moitié, et plus plat ensuite,.

## Déroulement de la course

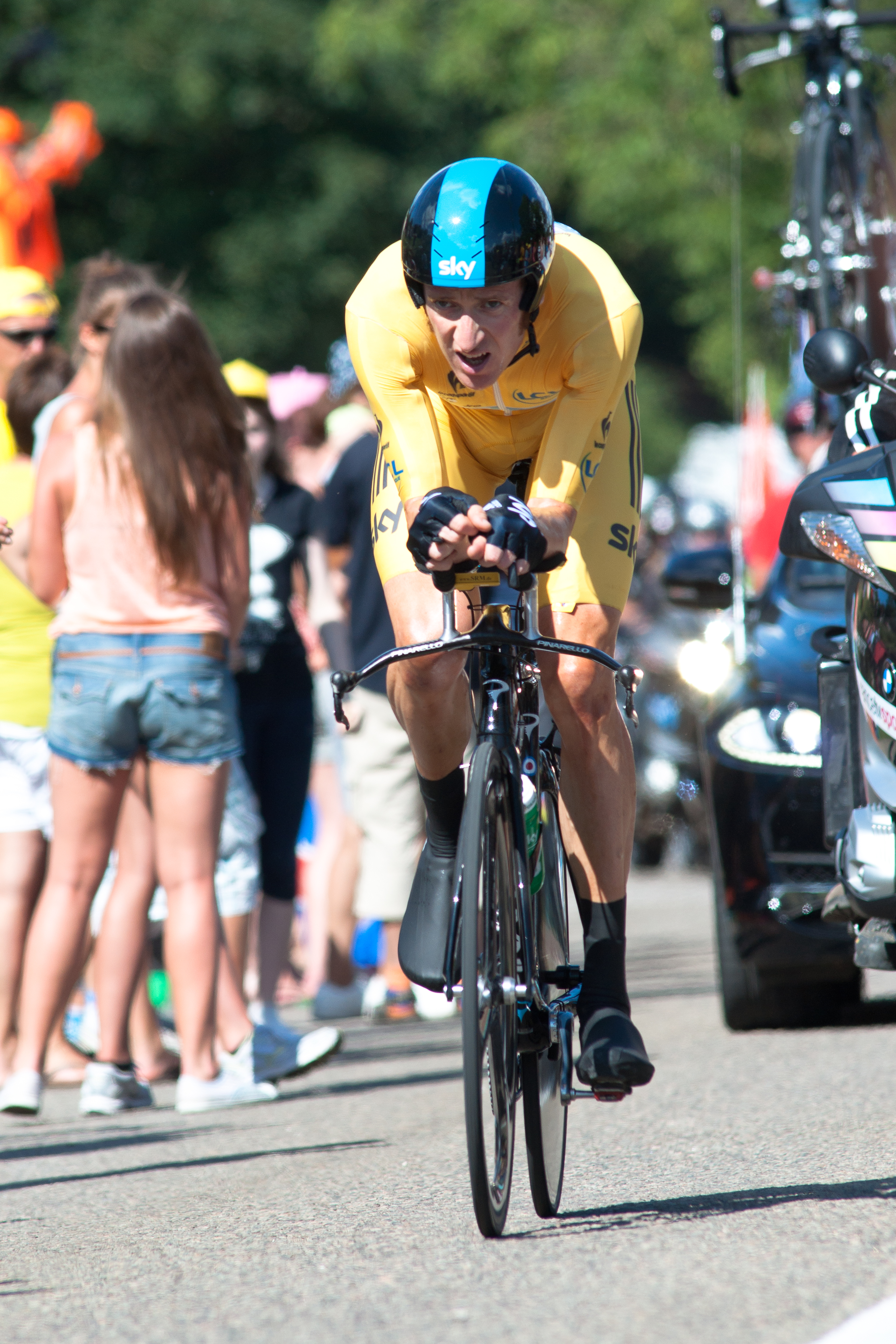
Bradley Wiggins remporte l'étape.

Malgré une crevaison en début de parcours, Tony Martin, le champion du monde du contre-la-montre 2011, réalise le premier temps de référence de 53 min 40 s à 46,4 km/h de moyenne. Il est battu de 1 min 19 s par Fabian Cancellara qui termine en 52 min 21 s à 47,6 km/h de moyenne. Sylvain Chavanel, le champion de France du contre-la-montre 2012, échoue à 27 secondes et termine 5e. Tejay van Garderen, en avance sur les points de chronométrage intermédiaires, échoue finalement à 9 secondes de Cancellara et termine 4e.
Christopher Froome est provisoirement vainqueur avec un temps de 51 min 59 s avant que son coéquipier Bradley Wiggins, le maillot jaune, ne batte son temps de 35 secondes à une moyenne de 48,4 km/h. C'est la première victoire de Wiggins sur le Tour de France. Cadel Evans, le vainqueur du Tour 2011, termine à la 6e place 1 min 43 s derrière Wiggins. Après ce contre-la-montre, Wiggins est 1er du classement général avec 1 min 53 s d'avance sur Evans 2e, il est le favori pour la victoire finale dans ce Tour.

## Résultats

### Classement de l'étape
| Classement de la 9e étape | Classement de la 9e étape | Classement de la 9e étape | Classement de la 9e étape | Classement de la 9e étape |
|                           | Coureur                   | Pays                      | Équipe                    | Temps                     |
| ------------------------- | ------------------------- | ------------------------- | ------------------------- | ------------------------- |
| 1er                       | Bradley Wiggins           | Royaume-Uni               | Sky                       | en 51 min 24 s            |
| 2e                        | Christopher Froome        | Royaume-Uni               | Sky                       | + 35 s                    |
| 3e                        | Fabian Cancellara         | Suisse                    | RadioShack-Nissan         | + 57 s                    |
| 4e                        | Tejay van Garderen        | États-Unis                | BMC Racing                | + 1 min 6 s               |
| 5e                        | Sylvain Chavanel          | France                    | Omega Pharma-Quick Step   | + 1 min 24 s              |
| 6e                        | Cadel Evans               | Australie                 | BMC Racing                | + 1 min 43 s              |
| 7e                        | Peter Velits              | Slovaquie                 | Omega Pharma-Quick Step   | + 1 min 59 s              |
| 8e                        | Vincenzo Nibali           | Italie                    | Liquigas-Cannondale       | + 2 min 7 s               |
| 9e                        | Denis Menchov             | Russie                    | Katusha                   | + 2 min 8 s               |
| 10e                       | Andreas Klöden            | Allemagne                 | RadioShack-Nissan         | + 2 min 9 s               |
| modifier                  |                           |                           |                           |                           |

### Classements intermédiaires
| Classement à Abbans-Dessus (km 16,5) | Classement à Abbans-Dessus (km 16,5) | Classement à Abbans-Dessus (km 16,5) | Classement à Abbans-Dessus (km 16,5) | Classement à Abbans-Dessus (km 16,5) | Classement à Abbans-Dessus (km 16,5) |
|                                      | Coureur                              | Pays                                 | Équipe                               |                                      | Temps                                |
| ------------------------------------ | ------------------------------------ | ------------------------------------ | ------------------------------------ | ------------------------------------ | ------------------------------------ |
| 1er                                  | Bradley Wiggins                      | Grande-Bretagne                      | Sky                                  | en                                   | 21 min 5 s                           |
| 2e                                   | Christopher Froome                   | Grande-Bretagne                      | Sky                                  | +                                    | 5 s                                  |
| 3e                                   | Tejay van Garderen                   | États-Unis                           | BMC Racing                           |                                      | 29 s                                 |
| 4e                                   | Fabian Cancellara                    | Suisse                               | RadioShack-Nissan                    |                                      | 32 s                                 |
| 5e                                   | Sylvain Chavanel                     | France                               | Omega Pharma-Quick Step              |                                      | 39 s                                 |
| 6e                                   | Peter Velits                         | Slovaquie                            | Omega Pharma-Quick Step              |                                      | 45 s                                 |
| 7e                                   | Maxime Monfort                       | Belgique                             | RadioShack-Nissan                    |                                      | 49 s                                 |
| 8e                                   | Denis Menchov                        | Russie                               | Katusha                              |                                      | 54 s                                 |
| 9e                                   | Janez Brajkovič                      | Slovénie                             | Astana                               |                                      | 54 s                                 |
| 10e                                  | Haimar Zubeldia                      | Espagne                              | RadioShack-Nissan                    |                                      | 56 s                                 |
| modifier                             |                                      |                                      |                                      |                                      |                                      |

| Classement à Avanne-Aveney (km 31,5) | Classement à Avanne-Aveney (km 31,5) | Classement à Avanne-Aveney (km 31,5) | Classement à Avanne-Aveney (km 31,5) | Classement à Avanne-Aveney (km 31,5) | Classement à Avanne-Aveney (km 31,5) |
|                                      | Coureur                              | Pays                                 | Équipe                               |                                      | Temps                                |
| ------------------------------------ | ------------------------------------ | ------------------------------------ | ------------------------------------ | ------------------------------------ | ------------------------------------ |
| 1er                                  | Bradley Wiggins                      | Grande-Bretagne                      | Sky                                  | en                                   | 39 min 2 s                           |
| 2e                                   | Christopher Froome                   | Grande-Bretagne                      | Sky                                  | +                                    | 16 s                                 |
| 3e                                   | Tejay van Garderen                   | États-Unis                           | BMC Racing                           |                                      | 36 s                                 |
| 4e                                   | Fabian Cancellara                    | Suisse                               | RadioShack-Nissan                    |                                      | 38 s                                 |
| 5e                                   | Sylvain Chavanel                     | France                               | Omega Pharma-Quick Step              |                                      | 1 min 4 s                            |
| 6e                                   | Cadel Evans                          | Australie                            | BMC Racing                           |                                      | 1 min 19 s                           |
| 7e                                   | Peter Velits                         | Slovaquie                            | Omega Pharma-Quick Step              |                                      | 1 min 23 s                           |
| 8e                                   | Maxime Monfort                       | Belgique                             | RadioShack-Nissan                    |                                      | 1 min 23 s                           |
| 9e                                   | Andreas Klöden                       | Allemagne                            | RadioShack-Nissan                    |                                      | 1 min 26 s                           |
| 10e                                  | Vincenzo Nibali                      | Italie                               | Liquigas-Cannondale                  |                                      | 1 min 28 s                           |
| modifier                             |                                      |                                      |                                      |                                      |                                      |

### Points attribués
| Classement de l'étape | Classement de l'étape | Classement de l'étape | Classement de l'étape   | Classement de l'étape |
| --------------------- | --------------------- | --------------------- | ----------------------- | --------------------- |
|                       | Coureur               | Pays                  | Équipe                  | Point(s)              |
| 1er                   | Bradley Wiggins       | Royaume-Uni           | Sky                     | 20                    |
| 2e                    | Christopher Froome    | Royaume-Uni           | Sky                     | 17                    |
| 3e                    | Fabian Cancellara     | Suisse                | RadioShack-Nissan       | 15                    |
| 4e                    | Tejay van Garderen    | États-Unis            | BMC Racing              | 13                    |
| 5e                    | Sylvain Chavanel      | France                | Omega Pharma-Quick Step | 11                    |
| 6e                    | Cadel Evans           | Australie             | BMC Racing              | 10                    |
| 7e                    | Peter Velits          | Slovaquie             | Omega Pharma-Quick Step | 9                     |
| 8e                    | Vincenzo Nibali       | Italie                | Liquigas-Cannondale     | 8                     |
| 9e                    | Denis Menchov         | Russie                | Katusha                 | 7                     |
| 10e                   | Andreas Klöden        | Allemagne             | RadioShack-Nissan       | 6                     |
| 11e                   | Maxime Monfort        | Belgique              | RadioShack-Nissan       | 5                     |
| 12e                   | Tony Martin           | Allemagne             | Omega Pharma-Quick Step | 4                     |
| 13e                   | Haimar Zubeldia       | Espagne               | RadioShack-Nissan       | 3                     |
| 14e                   | Rui Costa             | Portugal              | Movistar                | 2                     |
| 15e                   | Janez Brajkovič       | Slovénie              | Astana                  | 1                     |
| modifier              |                       |                       |                         |                       |

## Classements à l'issue de l'étape

### Classement général
| Classement général | Classement général    | Classement général | Classement général  | Classement général |
|                    | Coureur               | Pays               | Équipe              | Temps              |
| ------------------ | --------------------- | ------------------ | ------------------- | ------------------ |
| 1er                | Bradley Wiggins       | Royaume-Uni        | Sky                 | en 39 h 9 min 20 s |
| 2e                 | Cadel Evans           | Australie          | BMC Racing          | + 1 min 53 s       |
| 3e                 | Christopher Froome    | Royaume-Uni        | Sky                 | + 2 min 7 s        |
| 4e                 | Vincenzo Nibali       | Italie             | Liquigas-Cannondale | + 2 min 23 s       |
| 5e                 | Denis Menchov         | Russie             | Katusha             | + 3 min 2 s        |
| 6e                 | Haimar Zubeldia       | Espagne            | RadioShack-Nissan   | + 3 min 19 s       |
| 7e                 | Maxime Monfort        | Belgique           | RadioShack-Nissan   | + 4 min 23 s       |
| 8e                 | Tejay van Garderen    | États-Unis         | BMC Racing          | + 5 min 14 s       |
| 9e                 | Jurgen Van den Broeck | Belgique           | Lotto-Belisol       | + 5 min 20 s       |
| 10e                | Nicolas Roche         | Irlande            | AG2R La Mondiale    | + 5 min 29 s       |
| modifier           |                       |                    |                     |                    |

### Classement par points
| Classement par points | Classement par points | Classement par points | Classement par points | Classement par points |
| --------------------- | --------------------- | --------------------- | --------------------- | --------------------- |
|                       | Coureur               | Pays                  | Équipe                | Point(s)              |
| 1er                   | Peter Sagan           | Slovaquie             | Liquigas-Cannondale   | 217 points            |
| 2e                    | Matthew Goss          | Australie             | Orica-GreenEDGE       | 185 pts               |
| 3e                    | André Greipel         | Allemagne             | Lotto-Belisol         | 172 pts               |
| modifier              |                       |                       |                       |                       |

### Classement du meilleur grimpeur
| Classement du meilleur grimpeur | Classement du meilleur grimpeur | Classement du meilleur grimpeur | Classement du meilleur grimpeur | Classement du meilleur grimpeur |
| ------------------------------- | ------------------------------- | ------------------------------- | ------------------------------- | ------------------------------- |
|                                 | Coureur                         | Pays                            | Équipe                          | Point(s)                        |
| 1er                             | Fredrik Kessiakoff              | Suède                           | Astana                          | 21 points                       |
| 2e                              | Christopher Froome              | Royaume-Uni                     | Sky                             | 20 pts                          |
| 3e                              | Cadel Evans                     | Australie                       | BMC Racing                      | 18 pts                          |
| modifier                        |                                 |                                 |                                 |                                 |

### Classement du meilleur jeune
| Classement général du meilleur jeune | Classement général du meilleur jeune | Classement général du meilleur jeune | Classement général du meilleur jeune | Classement général du meilleur jeune |
|                                      | Coureur                              | Pays                                 | Équipe                               | Temps                                |
| ------------------------------------ | ------------------------------------ | ------------------------------------ | ------------------------------------ | ------------------------------------ |
| 1er                                  | Tejay van Garderen                   | États-Unis                           | BMC Racing                           | en 39 h 14 min 34 s                  |
| 2e                                   | Rein Taaramäe                        | Estonie                              | Cofidis                              | + 42 s                               |
| 3e                                   | Tony Gallopin                        | France                               | RadioShack-Nissan                    | + 45 s                               |
| modifier                             |                                      |                                      |                                      |                                      |

### Classement par équipes
| Classement par équipes | Classement par équipes  | Classement par équipes | Classement par équipes |
|                        | Équipe                  | Pays                   | Temps                  |
| ---------------------- | ----------------------- | ---------------------- | ---------------------- |
| 1re                    | RadioShack-Nissan       | Luxembourg             | en 117 h 36 min 25 s   |
| 2e                     | Sky                     | Royaume-Uni            | + 1 min 25 s           |
| 3e                     | Omega Pharma-Quick Step | Belgique               | + 13 min 25 s          |
| modifier               |                         |                        |                        |

## Abandon
Aucun abandon